# Alfred Marchand
Jacques Alfred Kauffmann dit Alfred Marchand (Seltz, 12 février 1842 - Paris, 18 septembre 1895) est un journaliste et écrivain français.

## Biographie
Il fait des études à la faculté de théologie protestante de Strasbourg où il fonde en 1863 le Progrès religieux. Pasteur de l’Église Saint-Nicolas de Strasbourg à Strasbourg (1864), il démissionne en 1869 et s'installe à Paris où Auguste Nefftzer le fait entrer au Temps. Il prend alors son pseudonyme d'Alfred Marchand.
En outre du Temps, il collabore à de nombreux journaux comme Le Progrès religieux, Le Protestant libéral, Le Disciple de Jésus-Christ, la Revue de philosophie et de théologie, Le Courrier littéraire, La Nouvelle Revue, L’Illustration et la Revue alsacienne.

## Œuvres
- Le siège de Strasbourg, 1870 ; la bibliothèque, la cathédrale, Cherbuliez, 1871
- L'inauguration de l'Exposition industrielle de Mulhouse (11, 12 mai 1876), lettres écrites d'Alsace, Sandoz et Fischbacher, 1876
- Moines et nonnes ; histoire, constitution, règle, costume et statistique des ordres religieux, 2 vols., Fischbacher, 1881
- Les Poètes lyriques de l'Autriche, nouvelles études biographiques et littéraires, Fischbacher, 1881 puis Charpentier, 1886

- Prix Bordin de l’Académie française en 1890
- Le Brésil à l'Exposition universelle de 1889, avec Eugène Héros, Tarride, 1889
- Poètes et penseurs, Fischbacher, 1892
- Le Credo révolutionnaire, Alfred Cattier, Posthume, 1904

On lui doit aussi des traductions de textes allemands comme les Lettres du maréchal de Moltke sur l'Orient (1877), La Légende de Saint-Pierre de Eduard Zeller (1876) ou les Lettres de Carl Vogt.